# Rifugio Antonella Panepucci Alessandri
Il rifugio Antonella Panepucci Alessandri è un rifugio montano, situato sul massiccio del Gran Sasso (Monte San Franco), a 1700 m s.l.m., all'interno del territorio del comune di Pizzoli (AQ).

## Storia

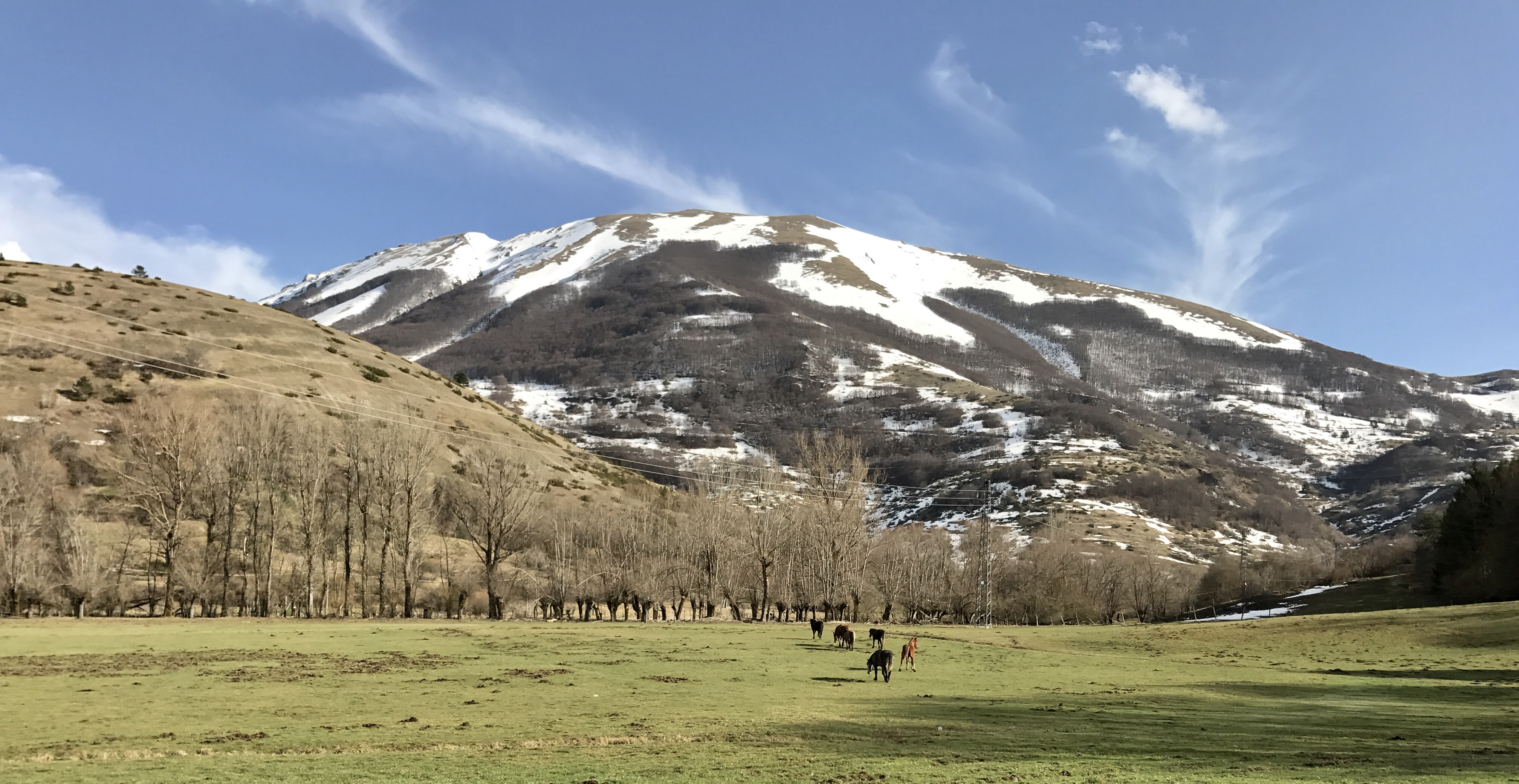
Monte San Franco

Un primo progetto per la costruzione di un rifugio a servizio del Monte San Franco, Monte Jenca e la Valle del Chiarino venne portato avanti nel 1974 dalla società "Monte San Franco Turistica", del Gruppo INSUD, ma il CAI abruzzese si oppose alla realizzazione. In seguito il CAI dell'Aquila acquistò la struttura metallica già posizionata dalla INSUD e la trasformò in rifugio, inaugurato poi nel 1979 Il rifugio omaggia la memoria di Antonella Panepucci Alessandri, alpinista aquilana morta durante una discesa dal Corno Grande nel 1976.

## Descrizione
È un piccolo edificio, alimentato da pannelli fotovoltaici, sito sul versante nord-orientale del Monte San Franco, sul crinale che divide la Valle dell'Inferno dalla Valle del Paradiso. Dal rifugio sono visibili la valle del Chiarino e le vette occidentali del Gruppo del Gran Sasso (Monte Corvo, Monte Ienca, Cima delle Malecoste, Pizzo Cefalone).

### Accesso
Dalla SS80, a 2 km dal valico delle Capannelle (1420 m), si prosegue a piedi lungo la strada forestale sulla destra, nella faggeta, superando le radure di Fossa Ranni fino ai pascoli sulla sella dove sorge il rifugio. Il percorso escursionistico si compie in 45 minuti, con difficoltà E.

### Ascensioni
- Monte San Franco (2132 m), difficoltà E, 2 ore: si lascia il rifugio verso est attraversando la valle del Paradiso fino al passo del Belvedere (1789 m); poi si piega verso sud-ovest per attraversare la Piana dei Cavallari; quindi si segue la Cresta di Rotigliano (2 013-2097 m) in direzione ovest e poi nord-ovest, lungo il segnavia n. 111, fino in vetta[3][5].

### Traversate
- Rifugio Domenico Fioretti (gestito dalla Comunità montana Amiternina, 1500 m), difficoltà E/EE; 1,5 ore: percorrendo verso est la cresta che delimita a sinistra la valle del Paradiso, ci si immette nel sentiero che proviene da Fonte Rio del Colle (1610 m). Attraversata la valle e il Fosso dell'Acqua Grossa, si giunge ai Prati della Corte, oltre i quali si apre la sella del monte del Colle dei Briganti (1533 m). In seguito si continua verso la valle del Chiarino e la Masseria Vaccareccia, tra i cui ruderi sorge il rifugio[3].